# Sorry, Wrong Number
 Sorry, wrong number és una pel·lícula dels Estats Units dirigida per Anatole Litvak, estrenada el 1948.

## Argument[1]
Una hipocondríaca, enclaustrada a casa seva, intenta comunicar amb el seu espòs per telèfon, però la telefonista comet un error i la connecta amb una línia ja ocupada. Sent llavors dos homes que discuteixen d'un homicidi que un d'ells cometrà el mateix vespre. Crida llavors la policia, que explica no poder fer res a falta de precisions sobre el lloc del crim putatiu.
A mesura que rep noves trucades en relació amb el seu marit, després del seu marit mateix amb qui durant molt de temps no va poder comunicar perquè la línia era ocupada, acaba descobrint que és ella mateixa qui ha de ser assassinada...

## Repartiment
- Barbara Stanwyck: Leona Stevenson
- Burt Lancaster: Henry J. Stevenson
- Ann Richards: Sra. Sally Lord
- Wendell Corey: Dr. Alexander
- Harold Vermilyea: Waldo Evans
- Ed Begley: James B. Cotterel
- Leif Erickson: Fred Lord
- William Conrad: Morano
- Jimmy Hunt: Peter Lord
- John Bromfield: detectiu

Actrius que no surten als crèdits:
- Kristine Miller: Dolly, l'amant del Dr. Alexander
- Joyce Compton: L'amant de Cotterel
- Yola d'Avril: La serventa francesa

## Al voltant de la pel·lícula
- Sorry, Wrong Number  és l'adaptació d'una curta obra radiofònica constituïda d'un simple monòleg. Escrita per Lucille Fletcher, va ser interpretada per Agnes Moorehead el 1943 i va rebre una excel·lent acollida pública. Litvak en va fer un pel·lícula negra i va accentuar algunes tendències característiques del gènere: pessimisme (el desenllaç terrible) i moda de narració extremadament complexa (nombrosos flashbacks, i fins i tot, flashbacks dins de flashbacks).

L'èxit comercial de la pel·lícula prova que en aquesta època el públic 
| « | es tornava boig d'aquesta complexitat al límit de la gratuïtat | » |

 (a partir de Jacques Lourcelles). La virtuositat i la complexitat del relat són els trets dominants d'una obra en la qual Barbara Stanwyck té una actuació inoblidable. Aquí, la conclusió és horriblement desgraciada i contradiu els prejudicis emesos sobre el cinema de Hollywood, pretesament sotmès a epílegs en forma de happy end.

## Premis i nominacions
Nominacions
- 1949: Oscar a la millor actriu per Barbara Stanwyck